# L'Heureuse Mort
Pour plus de détails, voir Fiche technique et Distribution.
L'Heureuse Mort est un film muet français réalisé par Serge Nadejdine, sorti en 1924.

## Fiche technique
- Titre : L'Heureuse Mort
- Réalisateur : Serge Nadejdine
- Scénario : Nicolas Rimsky, d'après le roman de Félicie de Baillehache
- Photographie : Fédote Bourgasoff, Gaston Chelle
- Musique : Comtesse de Baillehache (auteur des chansons originales)
- Intertitres : Jean Faivre
- Producteur :
- Société de production : Films Albatros
- Société de distribution : Les Films Armor
- Pays de production :  France
- Langue : film muet avec les intertitres  en français
- Format : Noir et blanc — 35 mm — 1,33:1 — Muet
- Métrage : 1 546 mètres (5 bobines)
- Genre : Comédie dramatique
- Durée : 80 minutes (1 h 20)
- Dates de sortie : 
  - France : 3 décembre 1924
  - Portugal : 11 janvier 1925

Sources : Bifi et IMDb

## Distribution
- Suzanne Bianchetti : Lucie Larue
- Nicolas Rimsky : Théodore Larue
- Pierre Labry : Le capitaine Mouche
- René Maupré : Fayot
- Lionel Salem : Le secrétaire du théâtre